# Internationaal Verdrag betreffende de normen voor de bemanning van vissersvaartuigen inzake opleiding, diplomering en wachtdienst
Het Internationaal Verdrag betreffende de normen voor de bemanning van vissersvaartuigen inzake opleiding, diplomering en wachtdienst (International Convention on Standards of Training, Certification and Watchkeeping for Fishing Vessel Personnel, STCW-F-verdrag) is een internationaal verdrag van de Internationale Maritieme Organisatie dat de veiligheid aan boord van vissersschepen moet vergroten door eisen te stellen aan de opleiding, certificering en wachtlopen van zeevarenden aan boord van zeegaande visserijschepen van 24 meter en groter.
Er was behoefte aan een verdrag voor visserijschepen, aangezien het STCW-verdrag slechts koopvaardijschepen betreft. Dit verdrag werd aangenomen op 7 juli 1995 en is van kracht gegaan op 29 september 2012. Dit verdrag stelt, net zoals haar tegenhanger voor koopvaardijschepen, geen vereisten in verband met de minimumbemanning aan boord. Die eisen volgen uit SOLAS Hoofdstuk V, Voorschrift 14 middels Resolutie A.1047(27).
Deze regels zijn nodig, aangezien er jaarlijks nog steeds rond de 24.000 doden vallen in de visserijsector. Met deze conventie probeert de IMO voor het eerst bepalingen voor de opleiding en certificering van vissers en personeel aan boord van vissersschepen internationaal te maken.
In februari 2016 zou bij de IMO in het comité Human Element, Training and Watch Keeping een start gemaakt worden met de revisie van het STCW-F.

## Deelnemers
De volgende landen hebben de conventie geratificeerd waardoor ze in voege kon komen:
- Canada
- Denemarken
- IJsland
- Kiribati
- Letland
- Marokko
- Mauritanië
- Namibië
- Noorwegen
- Palau
- Oekraïne
- Rusland
- Sierra Leone
- Spanje
- Syrië

## Inhoud
Deze korte conventie is onderverdeeld in vijftien artikels. Zoals elk verdrag van de IMO is er bij de artikels een technische annex toegevoegd, waarin de eigenlijke vereisten beter uitgelegd en verduidelijkt zijn.
De inhoud van de vier hoofdstukken van de annex:
- Hoofdstuk 1: algemene bepalingen;
- Hoofdstuk 2: certificatie van Schippers, officieren, werktuigkundigen en radio-operatoren;
- Hoofdstuk 3: basisveiligheidstraining voor alle personeel aan boord van visserijschepen;
- Hoofdstuk 4: wachtlopen.